# 春色梅兒譽美
《春色梅兒譽美》（日语：春色梅児誉美）是日本江戶時代人情本代表作，又稱《春色梅曆》（日语：春色梅暦），作者是為永春水，劇情描述花心的美男子丹次郎遭人陷害落難，又在未婚妻阿長和情人米八的幫助下證明清白。本作品於1832年至1833年間首度發行，書中插畫是柳川重信及柳川重山所繪。

## 故事大綱
主角丹次郎是妓院唐琴屋的婿養子，與老闆之女阿長定有婚約，丹次郎性格軟弱且多情，不但與深川的藝者米八交往，又勾搭上另一名藝者仇吉，終日風流。但唐琴屋老闆夫婦去世後，心地險惡的唐琴屋掌櫃鬼兵衛陷害丹次郎，使其被趕出唐琴屋流落街頭，情深義重的阿長在丹次郎落魄之際，擔任女義太夫來賺錢養活丹次郎。後來在阿長和米八的幫助下，終於揭發了鬼兵衛的陰謀，也證實了丹次郎是武家血統的私生子。

## 改編作品
- 漫畫日本的古典31春色梅兒譽美（作畫：酒井美羽）